# Crypto-fascisme
 (décembre 2018).
Si vous disposez d'ouvrages ou d'articles de référence ou si vous connaissez des sites web de qualité traitant du thème abordé ici, merci de compléter l'article en donnant les références utiles à sa vérifiabilité et en les liant à la section « Notes et références ».
Le crypto-fascisme est le fait pour un individu, groupe ou mouvement politique d'adhérer au fascisme ou plus généralement à l'idéologie d'extrême droite, tout en se réclamant d'un autre courant politique ou en se déclarant apolitique. Ce terme est lié étymologiquement aux termes « crypto-judaïsme », « crypto-christianisme » et « crypto-islamisme », se référant à la pratique secrète d'une religion de façon déguisée.

## Origines
Ce terme est créé à l'origine par Gore Vidal. Au cours d'un entretien télévisé, pendant les événements de la Convention nationale démocrate de 1968, Vidal traite William F. Buckley, Jr. de « crypto-nazi ». Il explique plus tard qu'il a voulu le décrire comme un « crypto-fasciste ». Ce terme est fréquemment utilisé dans l'œuvre de Gore Vidal et par d'autres, dont des admirateurs de Gore Vidal.

## Renouveau
Aux États-Unis, ce terme est utilisé pour décrire la politique néo-conservatrice, spécifiquement après les attentats du 11 septembre 2001. En effet, les Patriot Act 1 et 2 sont vécus par certains comme une restriction insupportable de leurs droits. De nombreux néo-conservateurs considèrent ce terme comme une insulte.